# Lagerhaus G

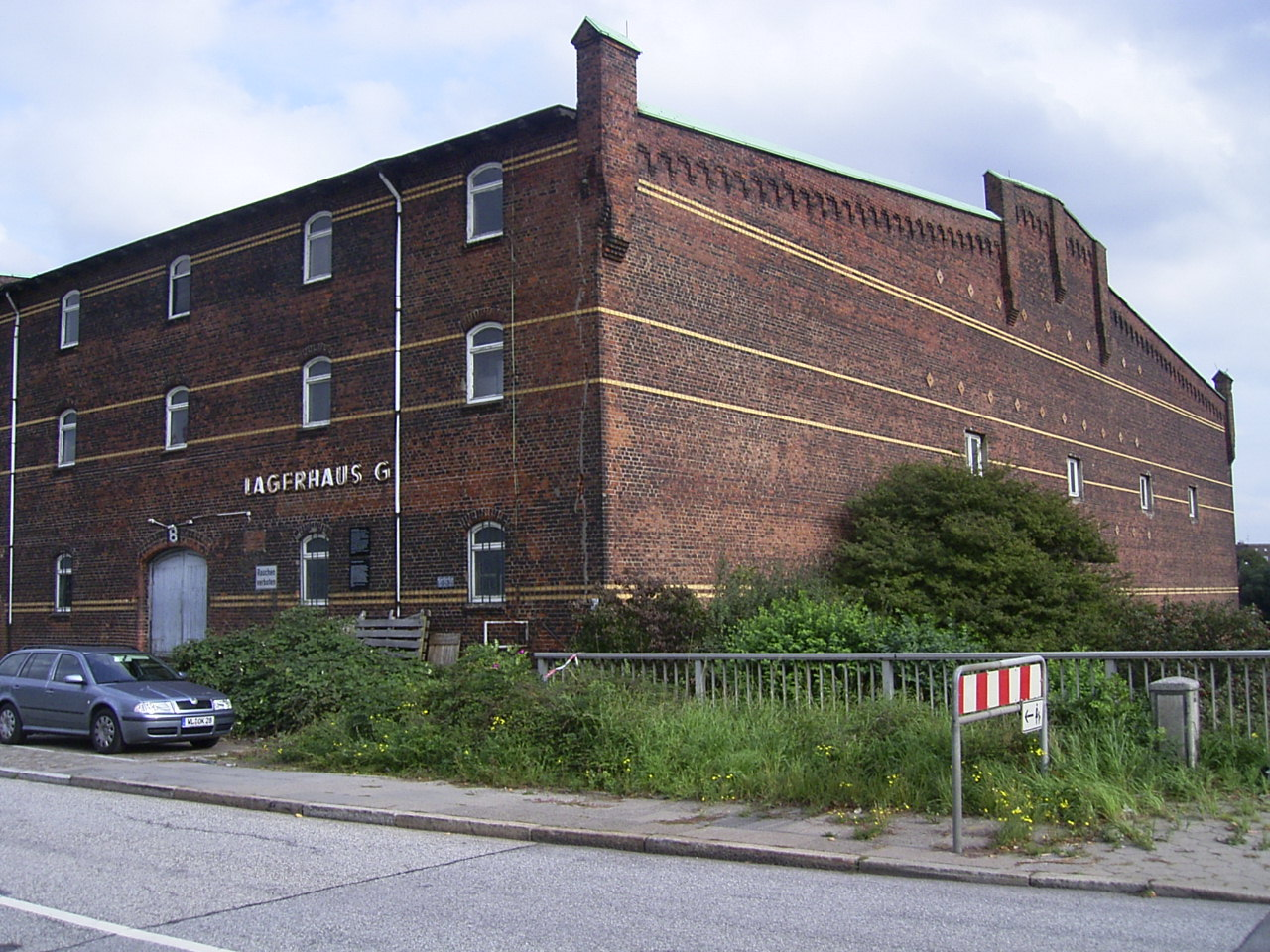
Lagerhaus G

Lagerhaus G is een in 1903 gebouwd pakhuis in het vrijhavengebied van Hamburg dat tijdens de Tweede Wereldoorlog onder de naam Dessauer Ufer gebruikt werd als dépendance van het concentratiekamp Neuengamme. Vanaf juli tot september 1944 werden hier 1500 joodse vrouwen vastgehouden die ingezet werden voor dwangarbeid in de omliggende (petroleum)industrie en in de haven, die door de oorlogshandelingen beschadigd waren. Deze werden later afgevoerd en vervangen door een 500 tal mannelijke gevangenen die werden ingezet voor de bouw van vestingwerken in de haven. De overlijdensregisters laten namen zien uit vier landen: de Sovjet-Unie, Polen, Frankrijk en België, en men kan aannemen dat dat representatief was voor de kampbevolking. De kampleiding bestond uit de SS'ers Karl Wiedemann (na de oorlog veroordeeld tot 15 jaar celstraf) en zijn als bijzonder gewelddadig bekendstaande adjudant Hans Fiekers (2 keer gedaagd, nooit veroordeeld). Na een zwaar bombardement door de geallieerden op 25 oktober 1944 (waarbij ook een aantal gevangenen omkwamen) werd deze groep naar een nabij kamp, in de Spaldingstrasse, overgebracht. Het Lagerhaus G werd ondertussen hersteld, en op 15 februari 1945 werd het weer in gebruik genomen als kamp voor zo'n 1000 gevangenen. Het kamp werd definitief ontbonden op 14 april 1945, de overgebleven gevangenen overgebracht naar het concentratiekamp Kamp Sandbostel waar ze op 29 april 1945 door de Britten bevrijd werden.